# Кулагино (Нижегородская область)
Кула́гино — деревня в городском округе Семёновский. Входит в состав Тарасихинского сельсовета.

## Описание
Расположена в 8 км от административного центра сельсовета — Посёлка станции Тарасиха и 50 км от областного центра — Нижнего Новгорода.
| 2002 | 2010 |
| ---- | ---- |
| 312  | ↘226 |

## География
Деревня расположена на правом берегу реки Линды, в 1.5 км южнее оврага Безымянный.